# Tesaro
Tesaro Inc. (Eigenschreibweise TESARO) ist ein US-amerikanisches, auf die Onkologie spezialisiertes biopharmazeutisches Unternehmen, das 2010 gegründet wurde und an der amerikanischen Technologiebörse NASDAQ unter dem Kennzeichen TSRO gelistet war. Ende 2018 meldete die britische GlaxoSmithKline (GSK) die Übernahme von Tesaro bei den Kartellbehörden an, 2019 wurde die Übernahme abgeschlossen. Tesaro hatte seinen Hauptsitz in Waltham, MA, USA. Die europäische Zentrale befand sich im Schweizerischen Zug und die deutsche Niederlassung in München.
Das Unternehmen Tesaro hat sich auf Krebserkrankungen spezialisiert.
Das Entwicklungsportfolio umfasst sowohl neuartige, onkologische Produkte als auch Begleitmedikation zur Verringerung von Nebenwirkungen (z. B. Übelkeit und Erbrechen).

## Medikamente / Pipeline
Tesaros Forschung fokussiert auf verschiedene onkologische Gebiete: Ovarialkarzinom (Eierstockkrebs), Mammakarzinom (Brustkrebs) und verschiedene andere solide Tumoren. Zwei Medikamente sind bereits sowohl in der EU als auch in den USA zugelassen. Weitere befinden sich noch in der klinischen Entwicklung:
- Niraparib (Handelsname: Zejula) ist ein oral aktiver und potenter PARP-Inhibitor, der zur Behandlung von Eierstock- und Brustkrebs entwickelt wird. Die Zulassung zur Behandlung des Ovarialkarzinom (Eierstockkrebs) ist sowohl in den USA als auch in der EU erfolgt.[9][10][11]
- Rolapitant (Handelsname: Varuby) kann zur Prävention von verzögert auftretender Übelkeit und Erbrechen im Zusammenhang mit einer hoch oder mäßig emetogenen Chemotherapie bei Erwachsenen eingesetzt werden. Der Wirkstoff soll mit Dexamethason und einem 5-HT3-Rezeptorantagonisten kombiniert werden.[12][13]
- Tesaros Immunonkologie Plattform: Antikörper gegen Immun-Checkpoint-Rezeptoren haben sich in jüngster Zeit als vielversprechend bei der Behandlung bestimmter solider Tumoren erwiesen, darunter metastasierendes Melanom (Hautkrebs), Nierenzellkarzinom und nicht-kleinzelliger Lungenkrebs.[14]

## Kooperationen
Im Oktober 2017 gaben Evotec und Tesaro bekannt, dass sie in eine dreijährige strategische Partnerschaft zur Entwicklung von immun-onkologischen Substanzen eingetreten sind. Tesaro zeigt sich im Übrigen sehr interessiert an Kooperationen mit anderen Firmen.